# 戴進
戴進（1388年—1462年），字文進，號靜庵、玉泉山人。浙江杭州府錢塘縣人。明代畫家。浙派創始人。

## 生平
早年是金銀首飾工匠，後改學繪畫，以賣畫為生，宣德年間供奉宮廷，因畫藝高超而遭妒忌，遂被斥退，寓京十餘年。晚年回鄉以賣畫為生，天順六年（1462天）秋天卒。葬於西湖附近洪春橋畔。

## 畫風
擅山水、人物、花果、翎毛，用筆勁挺方硬，除了兼法宋、元諸家以外，發展了馬遠、夏圭「院體」一派傳統，也吸取北宋李成、范寬、郭熙，俱遒勁蒼潤。人物畫師法唐宋傳統，遠師吳道子、李龍眠，自創「蠶頭鼠尾描」。
戴進的繪畫在當時影響很大，追隨者甚眾，影響方鉞、戴泉、夏芷、何適、謝賓舉、謝時臣、汪肇、蔣嵩、夏蔡、吳偉、張路、王世祥等人，因他是浙江人，人稱「浙派」，是為明代前期畫壇主流。作品有《春山積翠圖》、《風雨歸舟圖》 （页面存档备份，存于） 、《三顧茅廬圖》、《達摩至惠能六代像》、《南屏雅集圖》、《歸田祝壽圖》、《葵石蛺蝶圖》、《春江漁歸圖》、《三鷺圖》等。

風雨歸舟，台灣台北國立故宮博物院藏
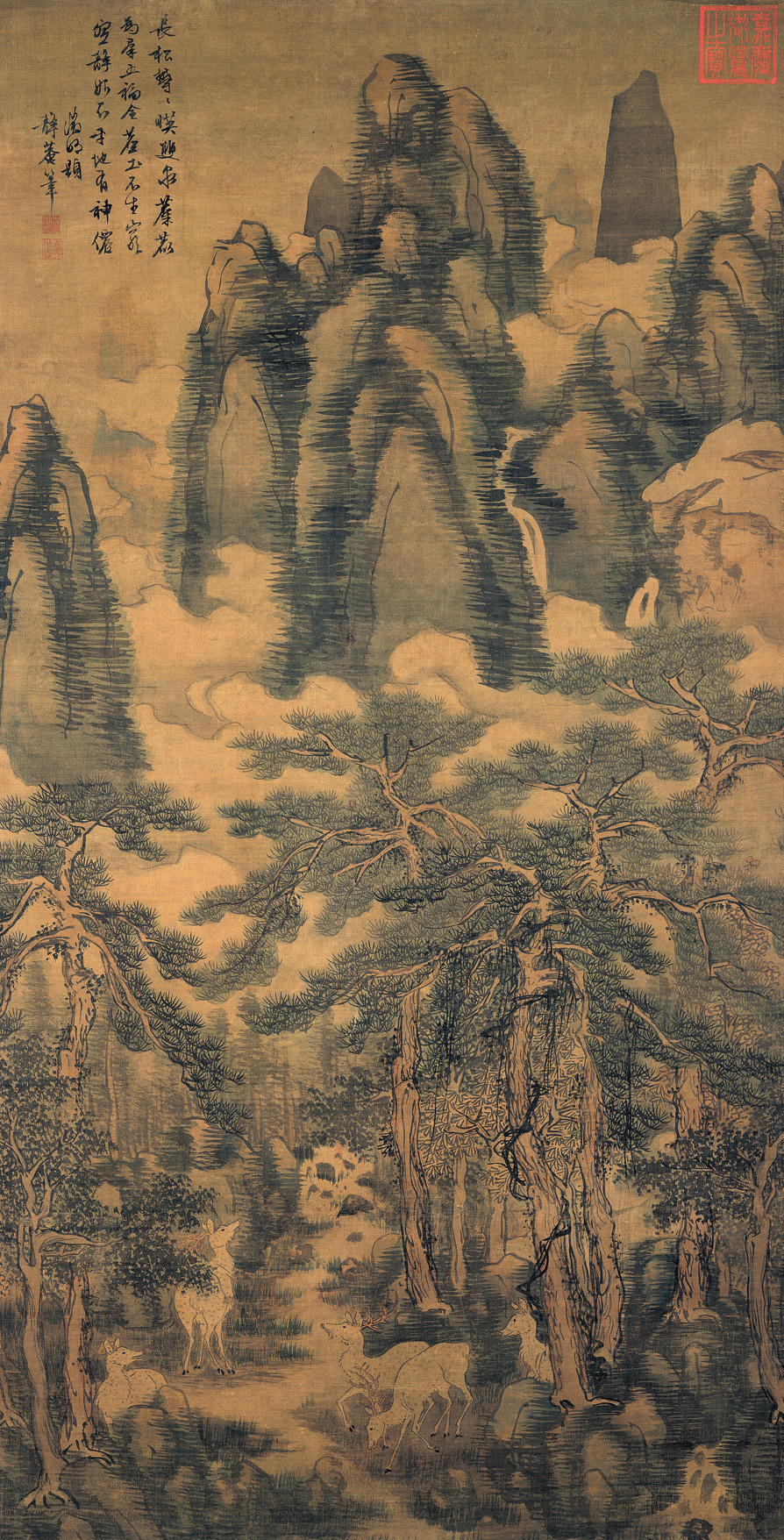
長松五鹿圖，台灣台北國立故宫博物院藏
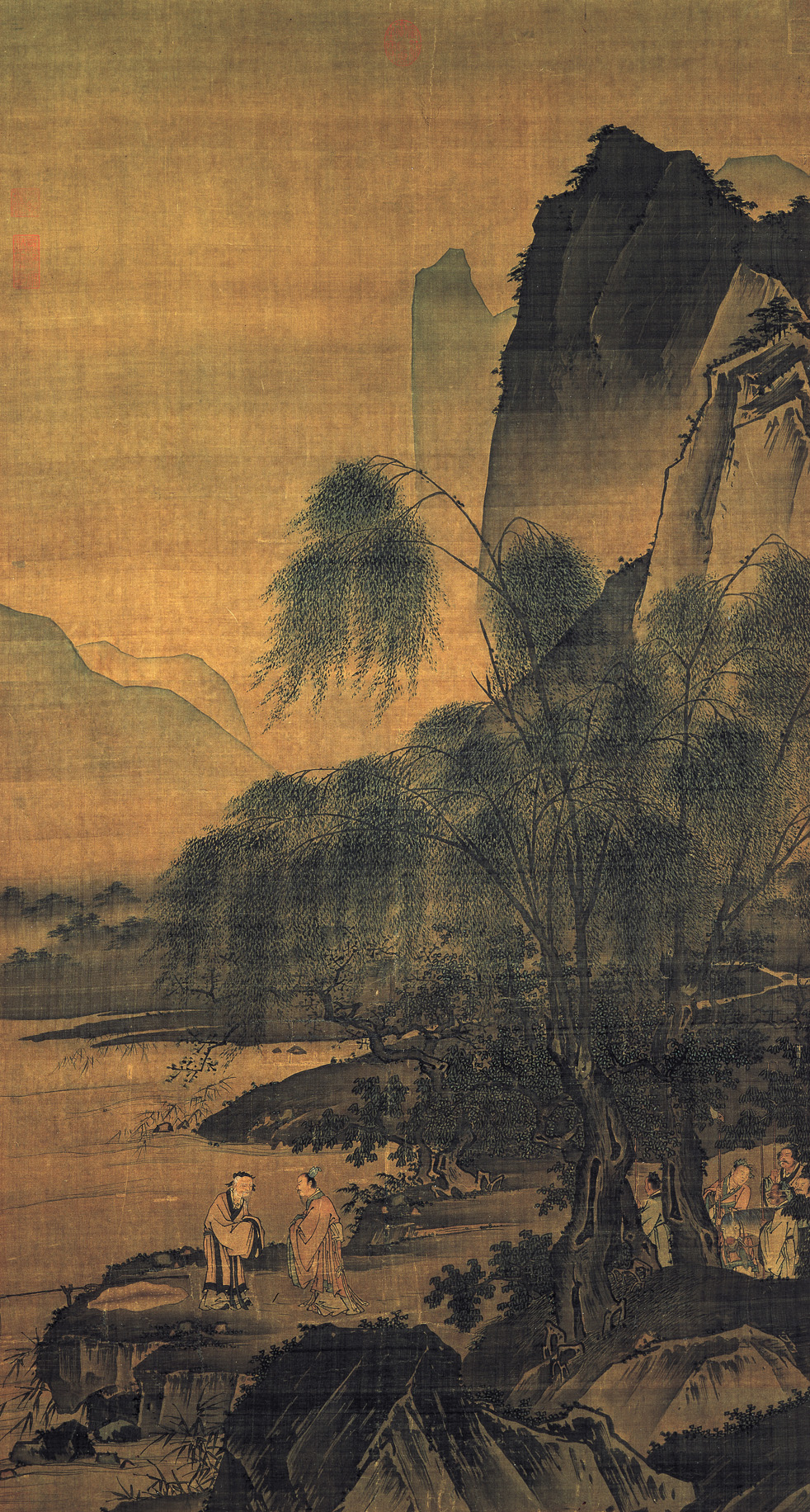
渭濱垂釣圖，絹本設色，台灣台北國立故宫博物院藏
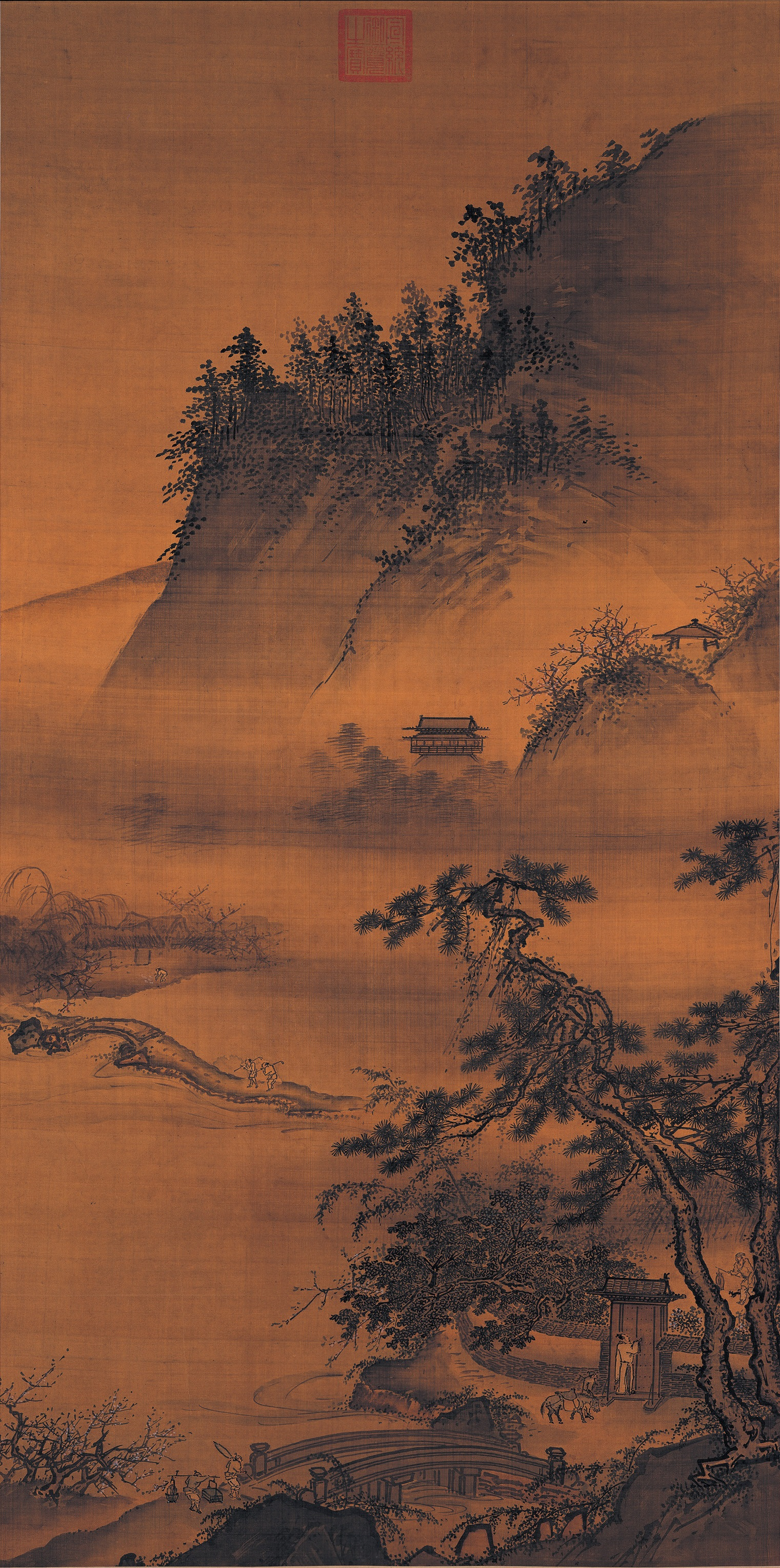
春遊晚歸圖，絹本設色 高167.9厘米 寬83.1厘米 台北國立故宮博物院藏
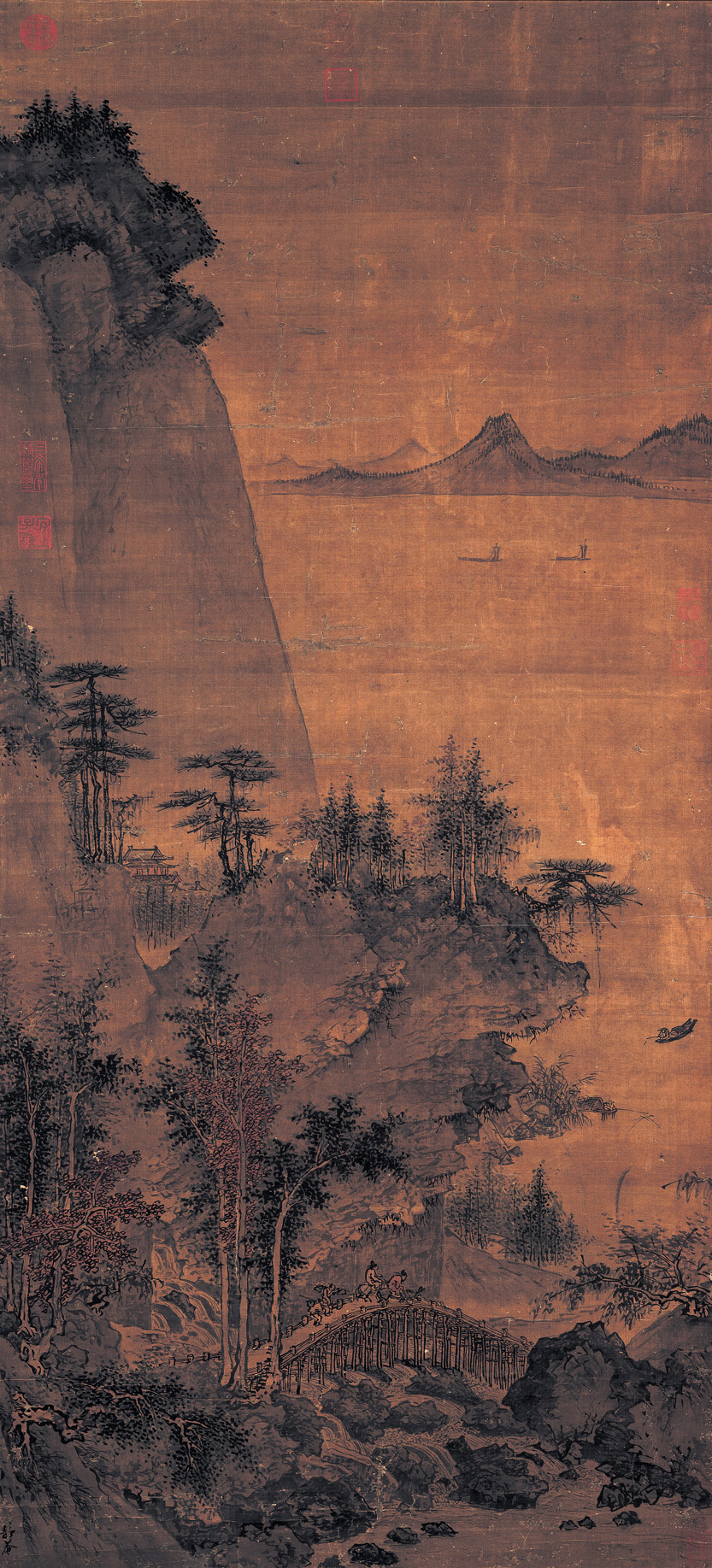
溪橋策蹇圖，絹本設色 高137.5厘米 寬63.1厘米 台北國立故宮博物院藏
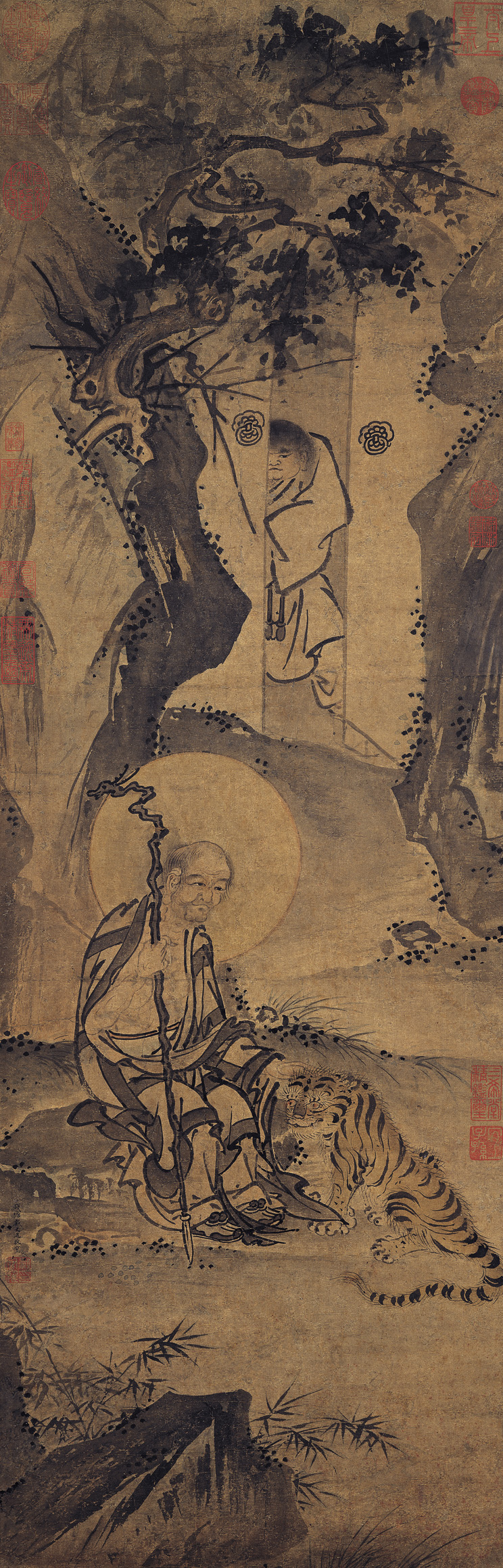
畫羅漢，紙本設色 高113.9厘米 寬36.7厘米 台北國立故宮博物院藏
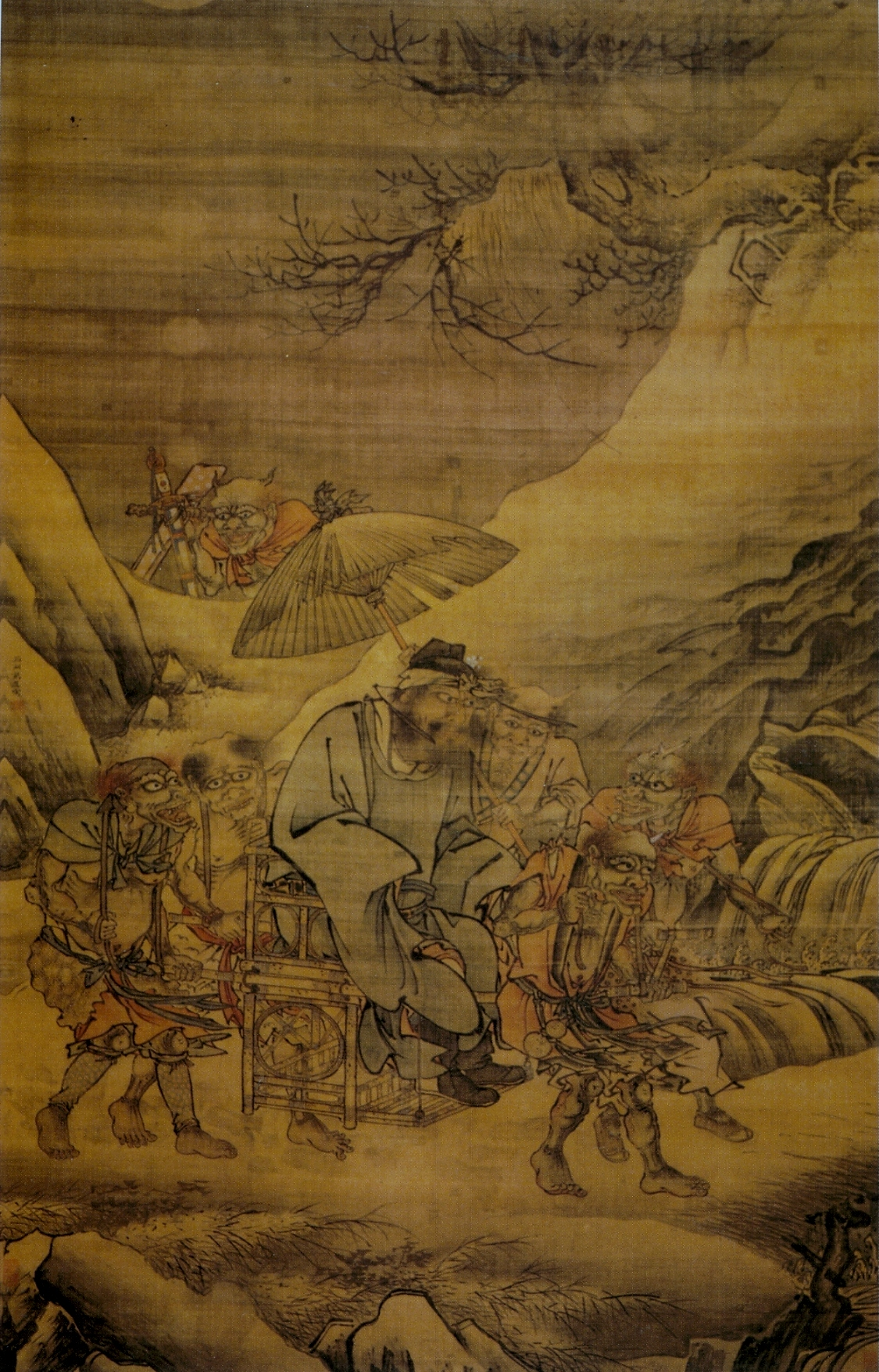
鍾馗出山圖 北京故宫博物院藏
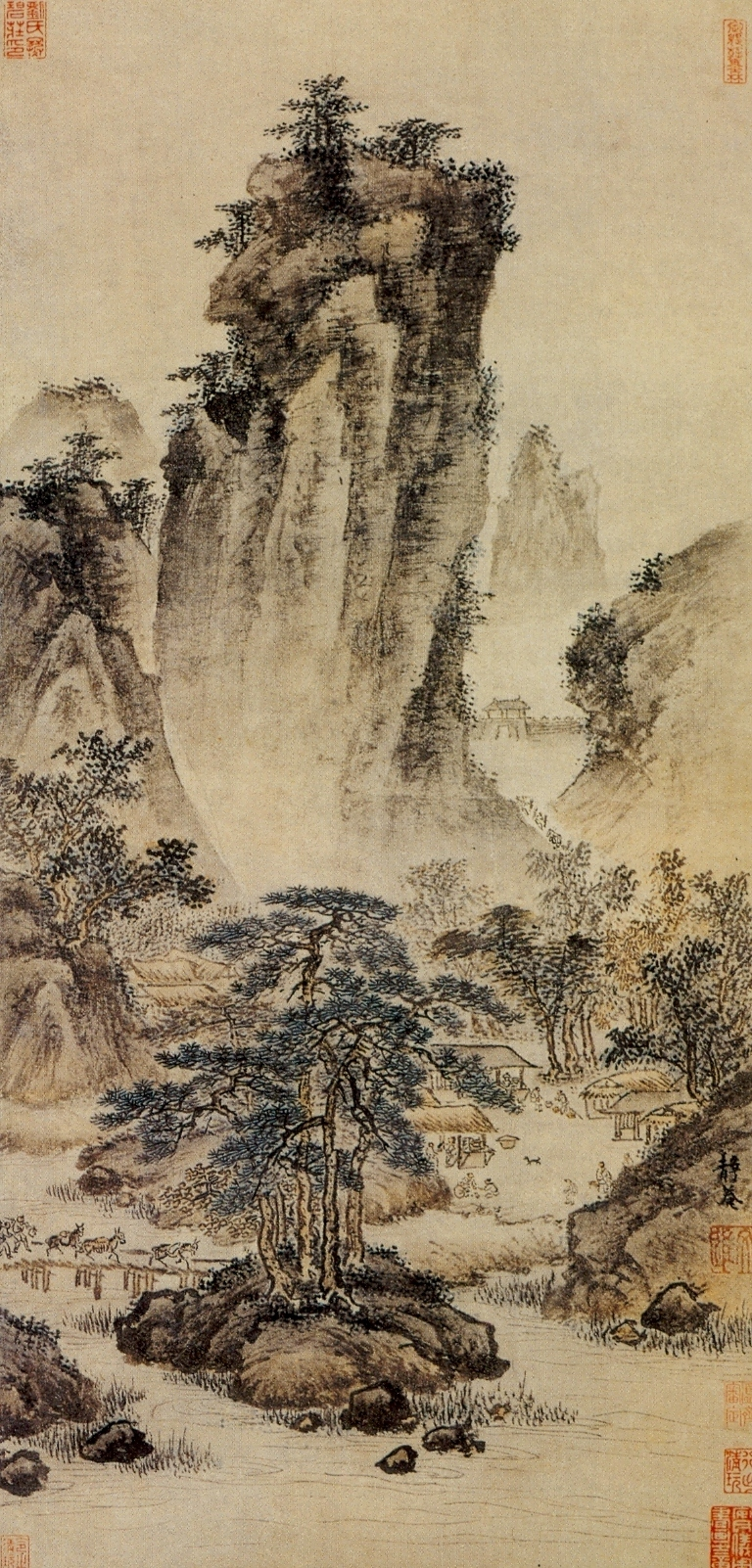
關山行旅圖 北京故宫博物院藏
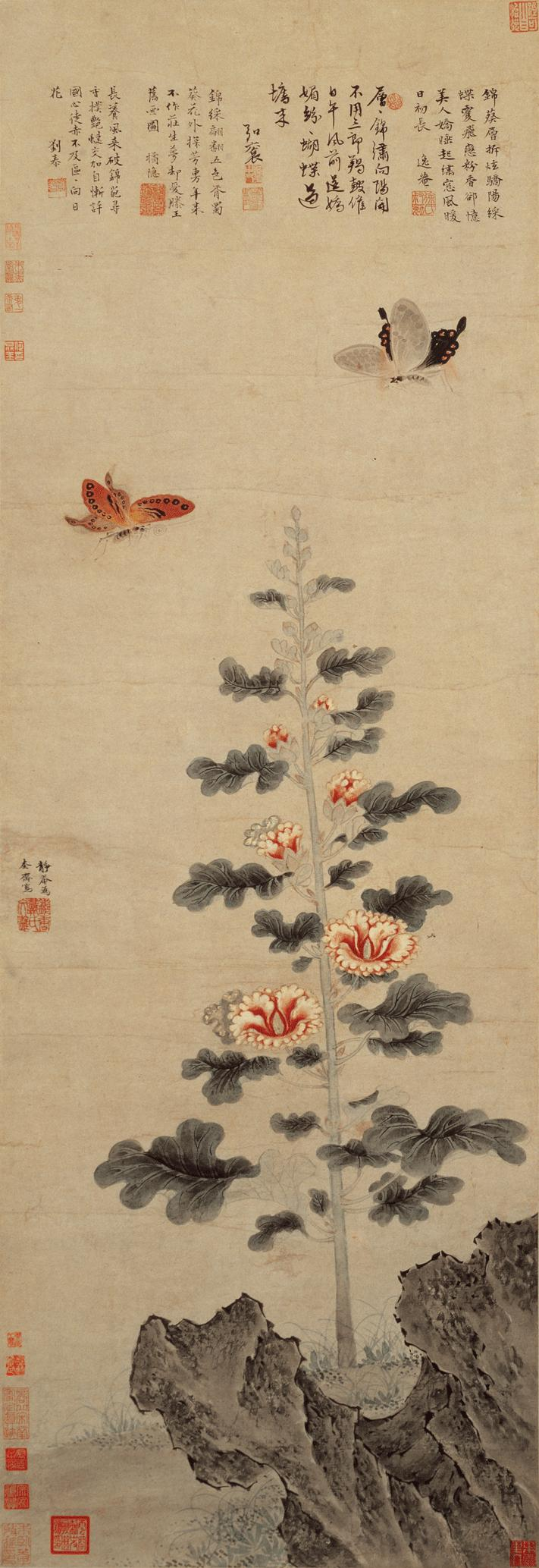
蜀葵蛺蝶圖，紙本設色 高115厘米 寬39.6厘米 北京故宫博物院藏
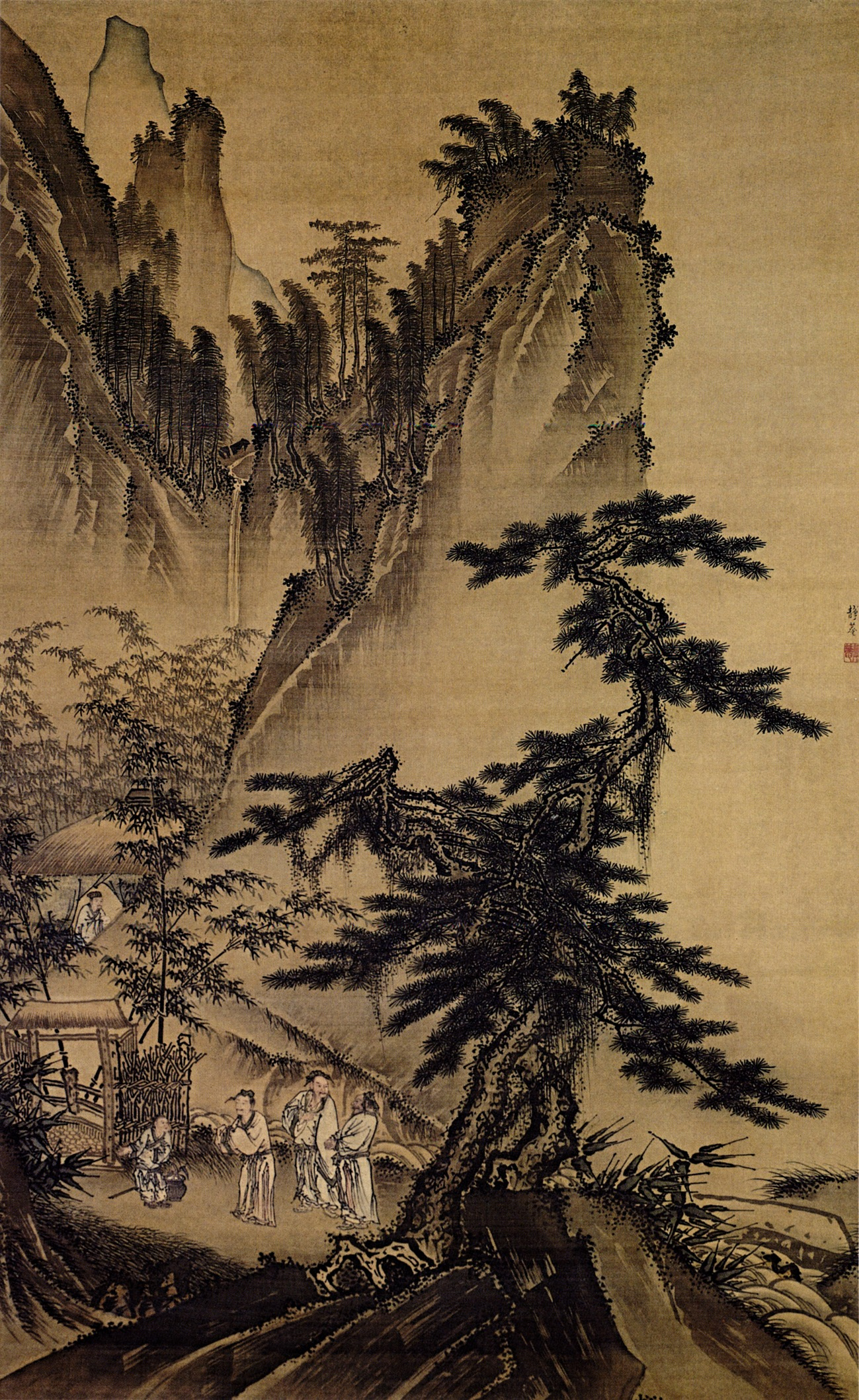
三顧茅廬圖，絹本墨筆 高172.2厘米 寬107厘米 北京故宫博物院藏
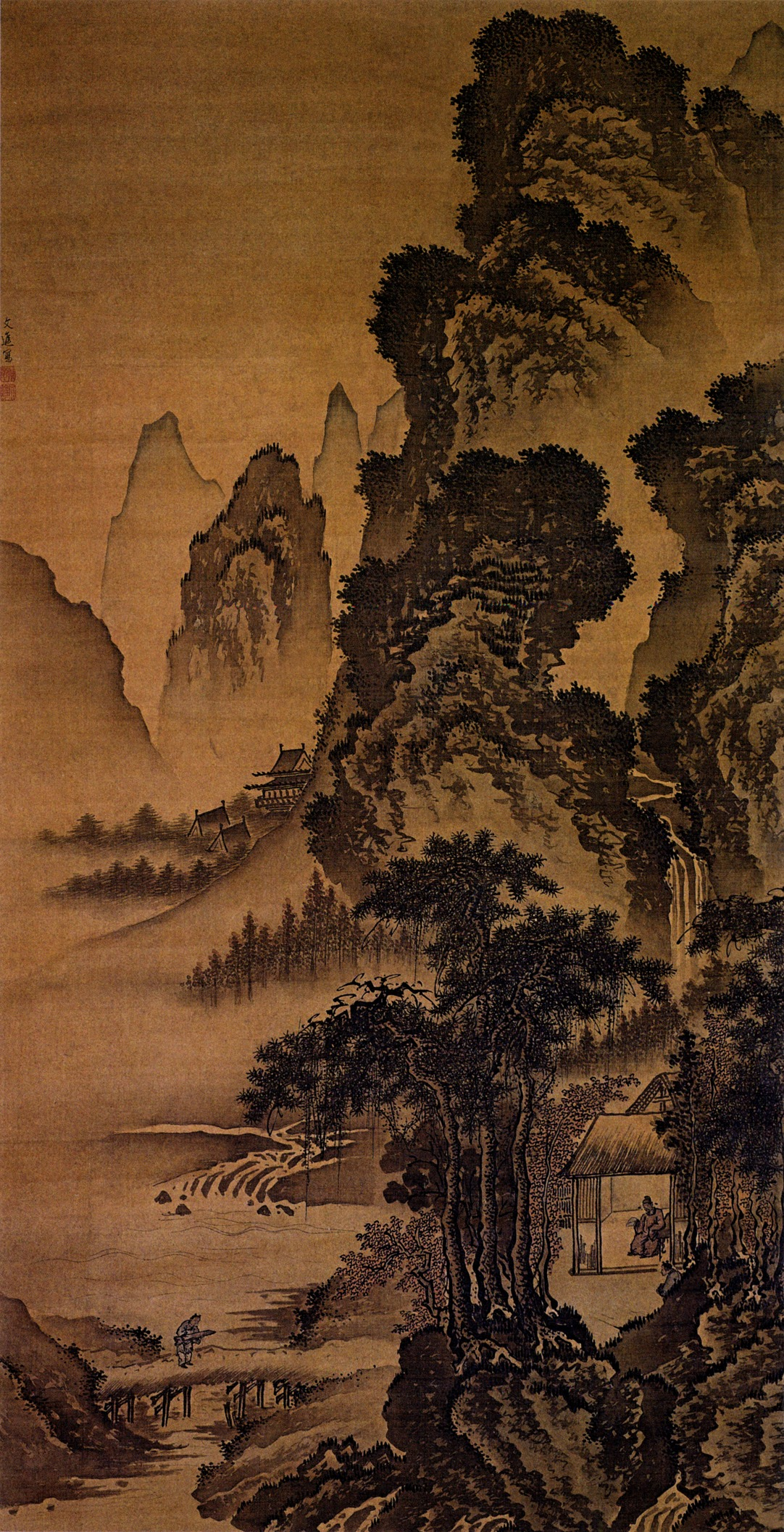
深堂詩意圖，絹本設色 高194厘米 寬104厘米 遼寧省博物館藏
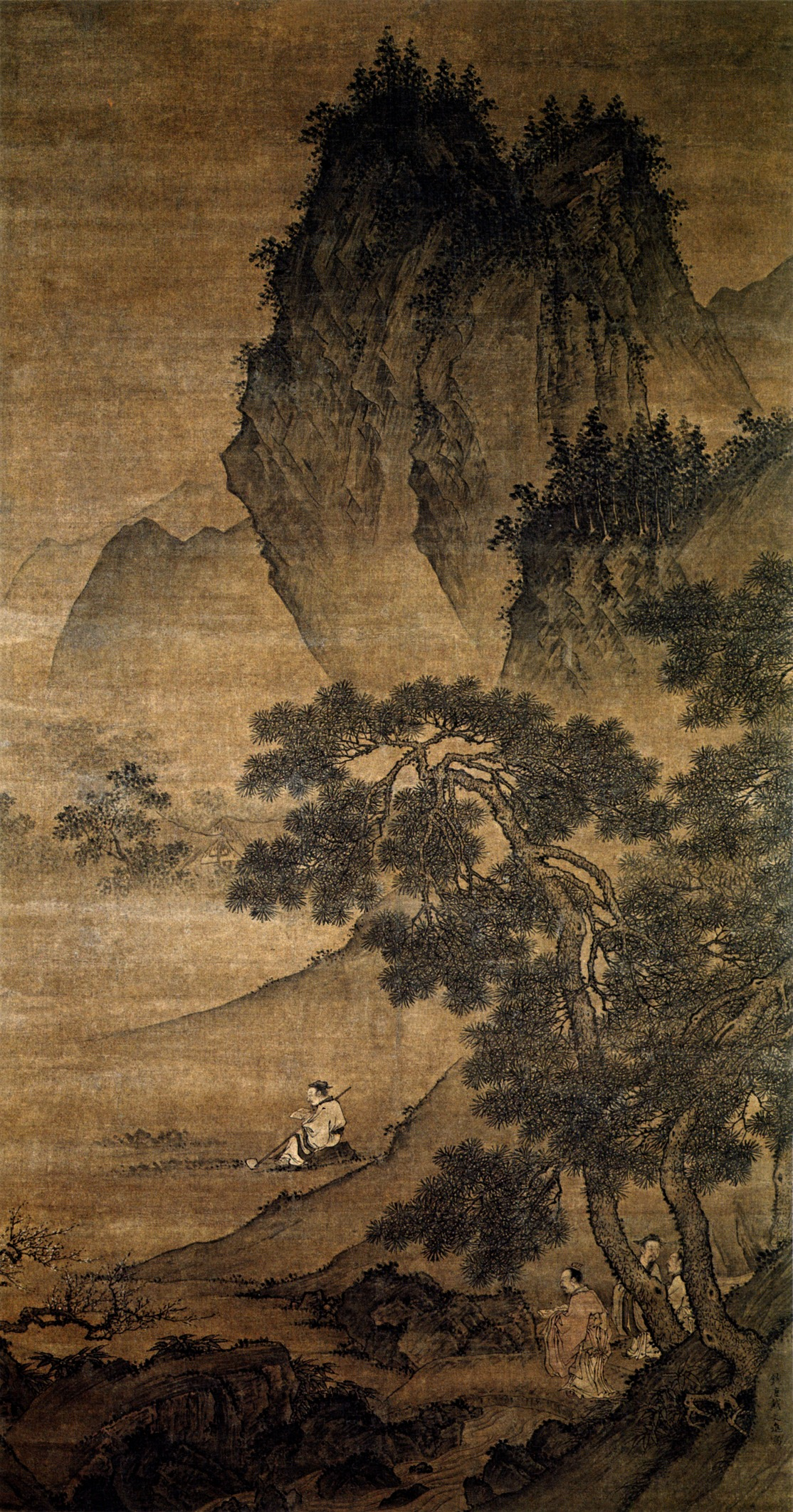
聘賢圖，絹本設色 高132.5厘米 寬71.5厘米 瀋陽故宮博物院藏
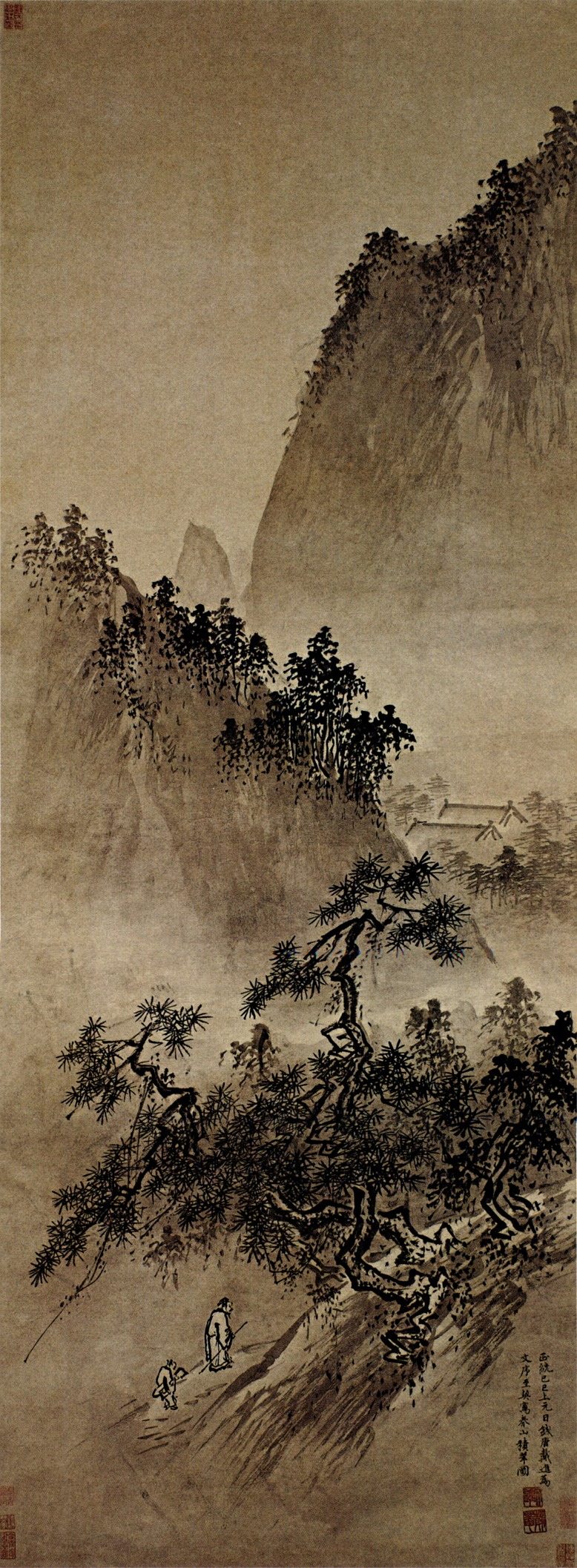
春山積翠圖，紙本墨筆 高141厘米 寬53.4厘米 上海博物館藏
達摩至惠能六代像， 遼寧省博物館藏
月下泊舟圖，軸‧絹本‧水墨‧淡彩，59.5 x 42.5 公分王季遷明德堂，美國